# Covéa
Covéa — французская взаимная страховая компания. Помимо Франции работает в Великобритании, Италии, США, Ирландии и Люксембурге, зарубежные операции приносят около 11 % выручки.

## История
Старейшая составляющая группы, Assurances Mutuelles de France, была основана в 1819 году. В 1828 году была основана Mutuelles du Mans Assurances (MMA), в 1934 году — Garantie Mutuelle des Fonctionnaires (GMF), в 1950 году — MAAF Assurances.
Covéa была образована в 2003 году объединением MMA и MAAF, в 2005 году к ним присоединились GMF и Assurances Mutuelles.
Зарубежная деятельность этих взаимных страховых компаний была начата в 1958 году компанией MMA созданием британского филиала Norman Insurance. В 1981 году GMF приобрела долю в CSE, страховой компании США. В 2011 году был куплен 81-процентный пакет акций итальянского страховщика Bipiemme. В том же году британские операции были расширены покупкой компании Provident, а в 2015 году — покупкой Sterling Insurance Group. В 2013 году была поглощена ещё одна французская взаимная страховая компания SMI.
В июле 2022 года за 8,6 млрд евро была куплена бермудская перестраховочная компания PartnerRe, ранее принадлежавшая холдингу Exor.

## Деятельность
Страховые премии за 2020 год составили 16,6 млрд евро, из них 14,7 млрд пришлось на Францию; по типам страхования 22 % премий пришлось на автострахование, 20 % — коммерческое страхование, 17 % — пенсионное страхование и страхование жизни, 15 % — медицинское страхование. Обслуживает 11,6 млн клиентов, в частности в Covéa застраховано 8 млн транспортных средств, на рынке автострахование Франции группа занимает первое место с долей 19,2 %. На страховые выплаты пришлось 14,1 млрд евро расходов. Активы под управлением составили 112 млрд евро, из них 58 % вложены в гособлигации; инвестиционный доход составил 1,8 млрд евро.